# Demi Payne
Demi Payne (ur. 30 czerwca 1991) – amerykańska lekkoatletka, tyczkarka.
Złota medalistka mistrzostw Stanów Zjednoczonych. Stawała na najwyższym stopniu podium mistrzostw NCAA.
Tyczkarzem był jej ojciec, Bill Payne – srebrny medalista uniwersjady w Sheffield (1991) oraz uczestnik mistrzostw świata w Göteborg (1995). W październiku 2013 urodziła córkę, Charlee.
Rekordy życiowe: stadion – 4,71 (8 maja 2015, Hammond); hala – 4,90 (20 lutego 2016, Nowy Jork) 7. wynik w historii światowej lekkoatletyki.

## Osiągnięcia
| Rok  | Impreza                  | Miejsce | Lokata            | Wynik |
| ---- | ------------------------ | ------- | ----------------- | ----- |
| 2015 | Igrzyska panamerykańskie | Toronto | 4. miejsce        | 4,50  |
| 2015 | Mistrzostwa świata       | Pekin   | el. – 19. miejsce | 4,30  |